# وجیه عبدالعظیم
وجیه عبدالعظیم (عربی: وجيه عبد العظيم؛ زادهٔ ۳ سپتامبر ۱۹۷۹) بازیکن فوتبال اهل مصر است.
از باشگاه‌هایی که در آن بازی کرده‌است می‌توان به باشگاه فوتبال المصری و باشگاه ورزشی زمالک اشاره کرد.